# Måsøya
Måsøya (nordsamisk: Muosáidsuolu) er en ø i Måsøy kommune i Troms og Finnmark fylke i Norge. Måsøya ligger øst for Havøysund og vest for Magerøya.
På Måsøya ligger fiskeværet Måsøy, med knap 40 indbyggere. Øen var i tidligere tider kommunecenter, og den gav navnet til Måsøy kommune. Salmedigteren Magnus Brostrup Landstad blev født på Måsøya. En vildrenstamme på omkring 40 dyr holder til på øen. Tidligere var der også beboelse i Roren, Skjåvika og Larsvika, men nu bor der kun folk i Østervågen og Vestervågen. Hovederhverv på øen er fiskeri. I Østervågen er der hurtigbådskaj og butik med postbutik. Der var grundskole frem til 2016.
Der er hurtigbådforbindelse fra Måsøya til kommunecenteretet Havøysund, nærmeste by Honningsvåg og Hammerfest.